# Berna Carrasco

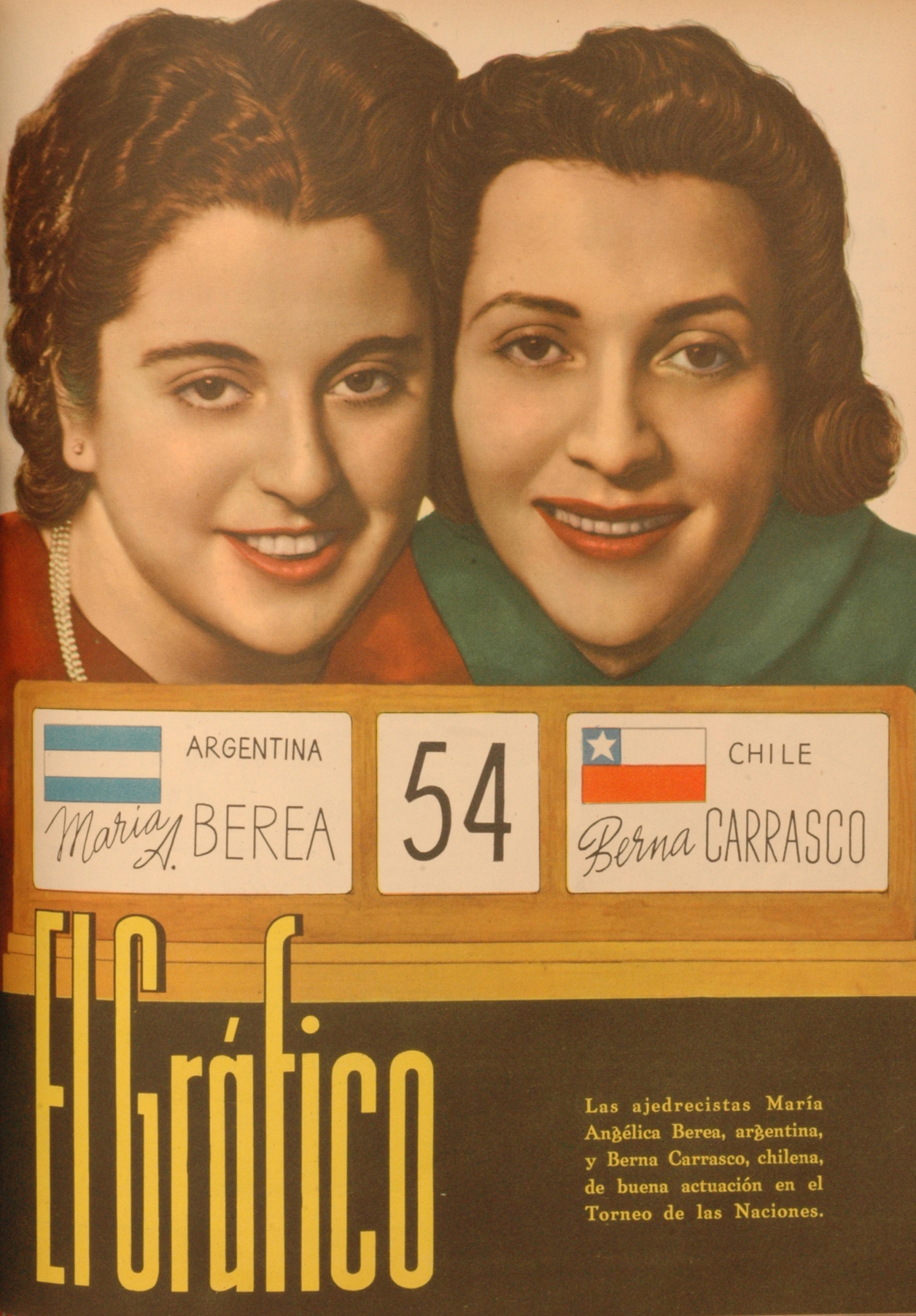
María A. Berea y Berna Carrasco en 1939.

Berna Carrasco Araya de Budinich (San Bernardo, Región Metropolitana de Santiago, Chile, 19 de diciembre de 1914-Santiago, Región Metropolitana de Santiago, Chile, 7 de julio de 2013) fue una ajedrecista chilena. Participó del Campeonato Mundial Femenino de Buenos Aires 1939, donde logró el tercer puesto, detrás de Vera Menchik y de Sonja Graf. En los años 40 fue subcampeona del mundo pudiendo ser número uno, detrás la ajedrecista alemana Sonja Graf. 
Carrasco recibió el título de maestro internacional femenino en 1954.
Se casó con Pedro Antonio Vladimiro Budinich Raguzin y tuvo dos hijos.